# Parasyrisca balcarica
Parasyrisca balcarica Ovtsharenko, Platnick & Marusik, 1995 è un ragno appartenente alla famiglia Gnaphosidae.

## Etimologia
Il nome della specie è in riferimento alla Repubblica di Cabardino-Balcaria sul cui territorio sono stati rinvenuti gli esemplari; nonostante il descrittore asserisca che derivi da un'arbitraria combinazione di lettere.

## Caratteristiche
L'olotipo maschile rinvenuto ha lunghezza totale è di 9,90mm; la lunghezza del cefalotorace è di 5,10mm; e la larghezza è di 3,90mm.

## Distribuzione
La specie è stata reperita nella Russia caucasica: l'olotipo maschile e l'allotipo femminile sono stati rinvenuti a 3000 metri di altitudine sul monte Cheget, nella Repubblica di Cabardino-Balcaria.

## Tassonomia
Al 2015 non sono note sottospecie e dal 1995 non sono stati esaminati nuovi esemplari.